# Vert (Barétous)
Il Vert  è un fiume francese delle valli dei Pirenei, corso d'acqua principale della valle di Barétous nel dipartimento dei Pirenei Atlantici.

## Etimologia
Il termine Vert deriva probabilmente da una deformazione della parola del dialetto guascone d'origine basca barta che significa "pianura inondabile".

## Geografia
Lungo 35 km, nella sua parte alta si chiama ruisseau de Chousse, poi Vert d'Arette e riceve ad Aramits le acque del Vert de Barlanés, dopo di che scorre verso nord.
Il Vert si getta nella gave d'Oloron a Moumour, a nord d'Oloron-Sainte-Marie, dopo essere passato sotto la strada di Bayonne, la strada dipartimentale D 936 ed a fianco dell'impianto di molitura Bessonneau, ad un'altitude di 185 m s.l.m..

## Comuni e cantoni attraversati
Nel solo dipartimento dei Pirenei Atlantici, il Vert attraversa sette comuni e due cantoni:
- da monte verso valle: Arette (sorgente), Aramits, Ance, Féas, Oloron-Sainte-Marie, Esquiule, Moumour.

In termini di cantoni, il Vert nasce nel cantone di Aramits e conclude il suo corso nel cantone di Oloron-Sainte-Marie-Ovest.

## Affluenti
Il Vert ha 19 affluenti registrati.
Egli si forma a valle del paese di Aramits, al ponte d'Ouncès, dalla confluenza di:
- Vert d'Arette, anticamente Larron, proveniente alla sua destra orografica dal plateau de Chousse, sotto il Pic de Guillers;
- Vert de Barlanès, proveniente alla sua sinistra orografica da Barlanès e costituito da torrenti come il Lissiague, dal vallone d'Aygonce.

Il suo affluente principale è il Littos, lungo 13 km e la cui sorgente si trova nel bois de Gouloume ad Aramits; esso confluisce alla sinistra orografica del Vert presso Esquiule.

## Immagini del fiume Vert

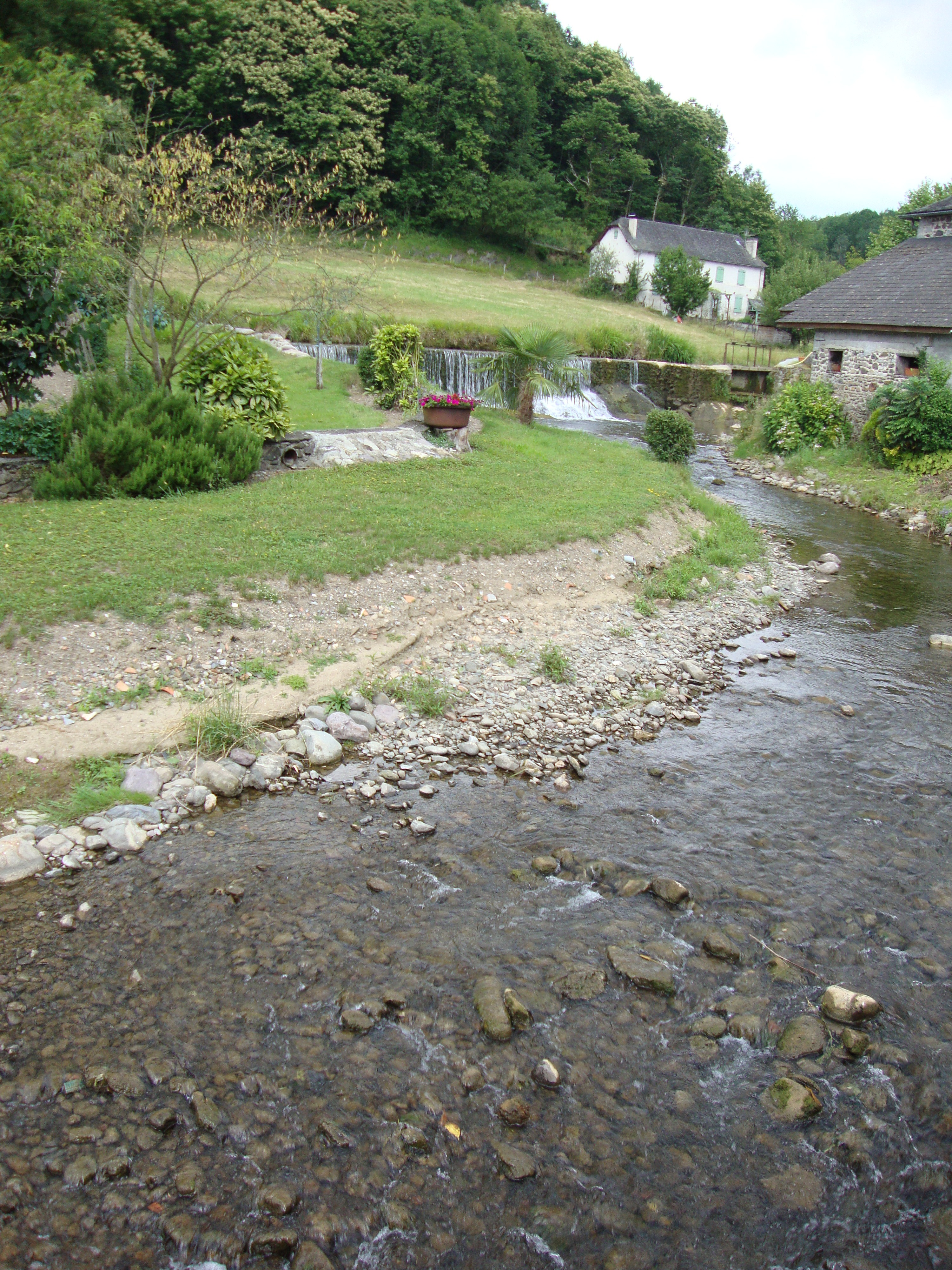
Il Vert d'Arette ad Arette
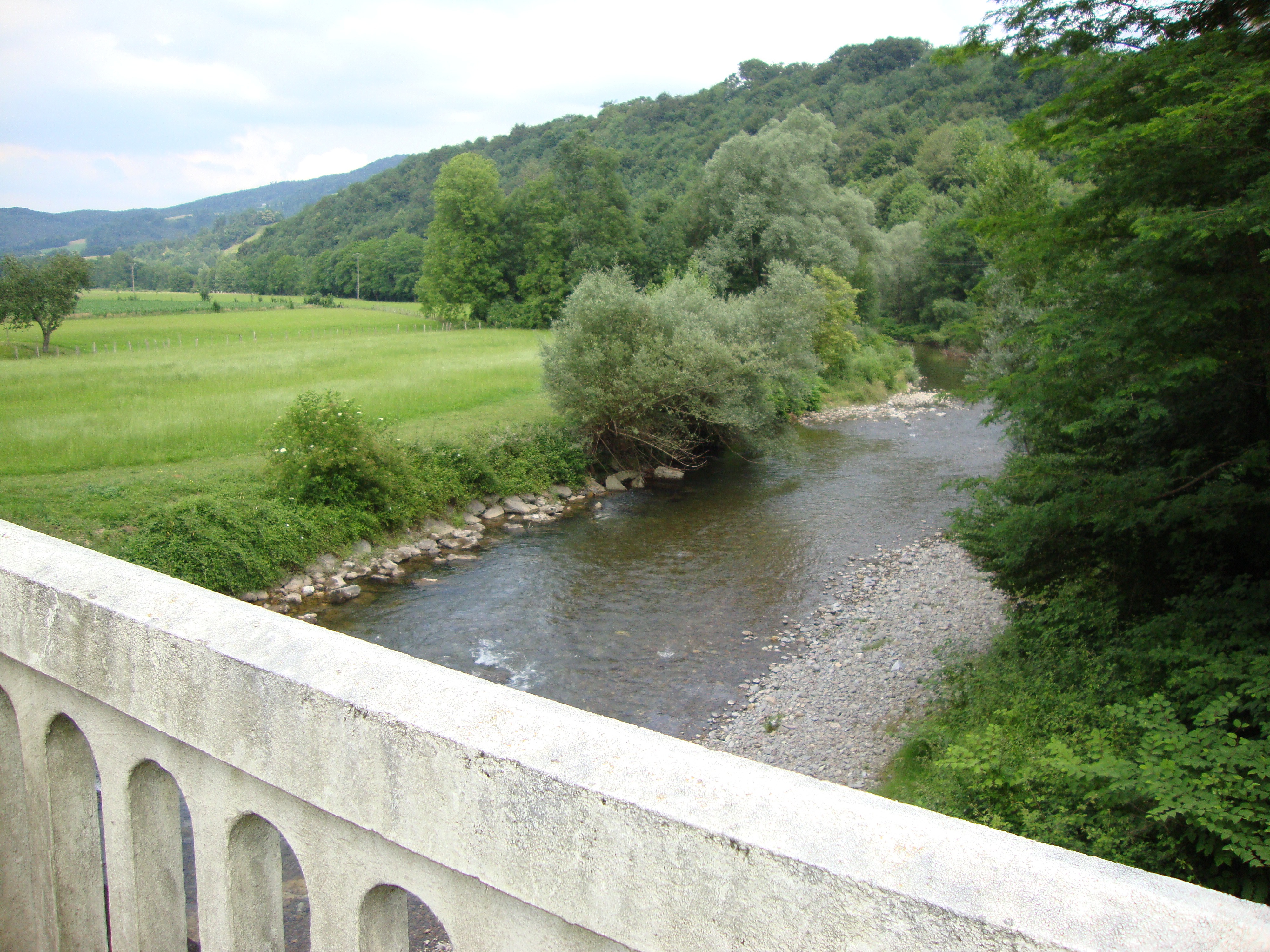
Il Vert ad Aramits, frazione Serreuille
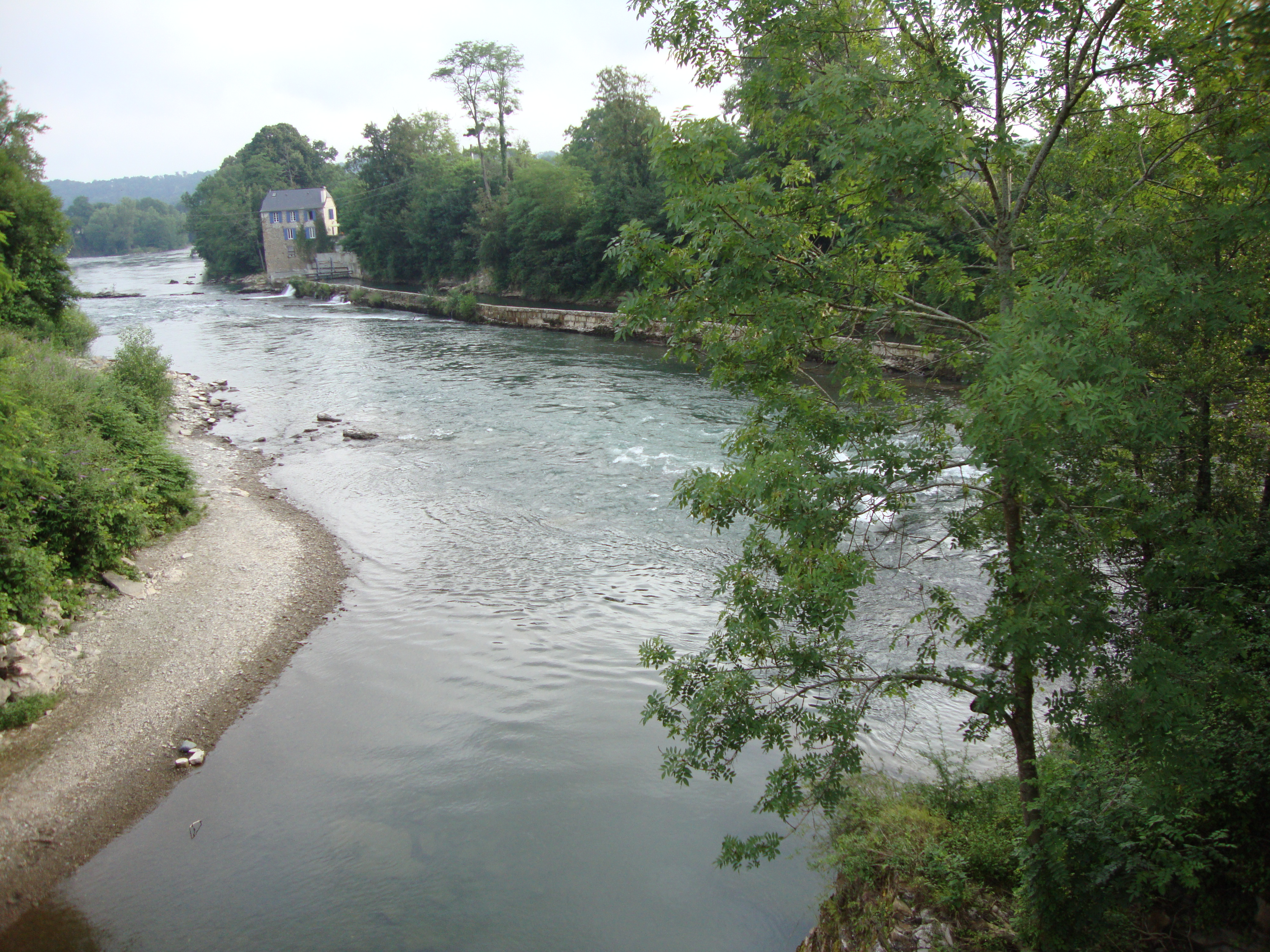
Confluenza del fiume Vert nella gave d'Oloron a Moumour